# Flümpet
Een flümpet is een blaasinstrument dat de kwaliteiten van flügelhorn en trompet combineert.
De inspiratie voor dit instrument was Art Farmer, een jazzvirtuoos die op tournees zowel een trompet als een bugel bij zich had. Hij bespeelde beide met hetzelfde gemak, maar wisselde van instrument om gebruik te kunnen maken van de verschillende toonkwaliteiten. De trompet is scherper, de bugel ronder en warmer.
De Monette Corporation ontwierp de flümpet voor Art Farmer in 1990.
Mark Isham bespeelt ook een Monette flümpet (voor hem gebouwd in 1995).